# Žužana
Žužana je žensko osebno ime.

## Izvor imena
Ime Žužana je različica imena Suzana.

## Pogostost imena
Po podatkih Statističnega urada Republike Slovenije je bilo na dan 31. decembra 2007 v Sloveniji 40 oseb z imenom Žužana.